# テイラー・ウェイン
テイラー・ウェイン（英: Taylor Wane、1968年8月27日 - ）は、イギリスのゲイツヘッド出身のポルノ女優・モデル。AVN殿堂の会員である。

## ポルノの職歴
テイラー・ウェイン（いくつかの情報源は、彼女の本名をジョアンナ・ジー (Joanna Gee) としている）は、少女時代には教師になる夢を持っていた。ニューカッスル・ジュエラーズに勤務していた時、ウェインは母親に勧められ、デイリースポーツ紙 (The Daily Sport) でトップレスモデルを務め、プロのモデルになる決意をした。彼女は現在、自分自身の製作会社、テイラー・ウェイン・エンターテインメントを経営している。ポルノ映画において、彼女は大きな（豊胸されている）そばかすのある胸、ごう慢な性格、そしてフェティッシュな衣服、性的陵辱、言葉攻め、ペギング（女性がペニスバンドで男性の肛門を犯す事）、顔面騎乗、肛門崇拝、アニリングス、レズビアンに対する彼女の嗜好で知られている。

## 出演作の一部
1990年以降、ウェインは350本以上のビデオに出演した。以下はその一部のリストである。
- 『X Factor: The Next Generation 』(1991年)
- 『性剣伝説 (Sexcalibur) 』(1992年)
- 『The Blonde and the Beautiful 』(1993年)
- 『Dirty Deeds 』(1996年)
- 『More Than a Handful 10 』(2001年)
- 『Assturbators 』(2004年)
- 『Interactive Sex with Secretary 』(2005年)
- 『Voluptuous Vixens 3 』(2006年)
- 『The Breastford Wives 』(2007年)

## 受賞
- 1992年 AVN最優秀カップルセックスシーン（映画部門） – 『X Factor - The Next Generation 』[2]
- 2005年　AVN殿堂

## その他の活動

### テレビ
ポルノ映画の仕事に加え、ウェインはニュースやトーク番組を含む、多くのテレビシリーズに出演した。60 Minutes、The Jerry Springer Show、48 Hours、The Jenny Jones Showなど、大手ネットワークの人気番組にも出演している。近年ウェインはE channel、The Style Network、A&E Networkなどのケーブルテレビ、衛星放送テレビの番組によく出演している。

### ラジオ
ウェインはシリウス・サテライト・ラジオ（Sirius Satellite Radio）のプレイボーイ・ラジオ（Playboy Radio）の「Private Calls」という番組でホストを務めている。彼女はKSEXラジオの「The British are Cumming」という番組でもホストを務めており、同番組によって彼女は、最優秀パーソナリティーと最も面白いポルノジョッキーとして2つの賞を獲得した。

### 雑誌
ウェインは1989年からポルノ雑誌にモデルとして登場し始めた。彼女はペントハウス誌1994年6月号のペントハウスペットとなり、更に同誌の英国版にも出演した。
5年間、彼女はSwank誌（アメリカのポルノ雑誌）の専属コラムニストを務めた。ウェインは、LIPS誌とErotic Film Guideにも寄稿している。彼女は現在Busty Beauties誌（ラリー・フリントが創刊したアメリカのポルノ雑誌）の著名な編集者として、月4ページの連載を持っている。彼女は英国のインデペンデント、デイリースポーツ (The Daily Sport)、Best、ザ・サン、The Star、ニュース・オブ・ザ・ワールドなどのタブロイド紙や女性誌で記事を書き、インタビューを受けた。

### 音楽
ウェインは、Danzig、The Click、ジーン・シモンズなどのアーティストのミュージック・ビデオにも出演した。さらに彼女は、The Nobodysのアルバムジャケットも飾った。このアルバムには、バンドが彼女について書いた歌「Perfect」が収録されている。2003年、彼女はキッド・ロックの"American Bad Ass"ツアーにダンサーとして同行した。